# Frédéric Ier de Legnica
Pour les articles homonymes, voir Frédéric Ier.
Frédéric Ier de Legnica polonais: Fryderyk I Legnicki  né le 3 mai 1446 – 9 mai 1488, fut duc de  Chojnów, Złotoryja et Strzelin de 1453 à 1488, de  Oława et  Niemcza en 1454, de  Legnica également en 1454, de Brzeg en 1481 et de Lubin en 1482.

## Biographie
Frédéric nait à Brzeg. Il est le fils unique  Jean Ier, duc de Lubin, et de son épouse  Hedwige de Brzeg, fille de Louis II de Brzeg. Les morts successives de son oncle Henri X en 1452 et celle de son propre père en 1453 laisse Frédéric dernier représentant de la lignée de Legnica-Brzeg de la dynastie Piast en Silésie. Le jeune prince de sept ans succède à Jean Ier de Lubin à Chojnów, héritage de son oncle, et Strzelin sous la régence de sa mère la duchesse douairière Hedwige.
Un an plus tard en 1454, Frédéric Ier hérite d'Oława et Niemcza après la mort de sa grand-mère paternelle Marguerite d'Opole ; la même année il reçoit également Legnica en retour du royaume de Bohême. La régence de la duchesse douairière Hedwige se termine en 1466, lorsque Frédéric Ier est officiellement proclamé majeur et considéré comme capable de gouverner par lui-même.
Pendant son règne il réussit à poursuivre la consolidation du patrimoine de sa lignée et récupérant la plus grande partie des territoires perdus par ses prédécesseurs. En 1481 Frédéric Ier achète Brzeg au  duc d'Opole, et une année plus tard en 1482 il réacquiert de même Lubin perdu par son père en 1446, des mains du duc de Głogów. En 1488 il récupère enfin les cités de Byczyna, Wołczyn et Kluczbork. Il meurt à Legnica en 1488 en laissant Oława comme douaire à son épouse qui y règne jusqu'à sa mort.

## Union et postérité
Le 5 septembre 1474, Frédéric Ier épouse Ludmilla de Poděbrady, fille du défunt roi de Bohême Georges de Poděbrady, ils ont trois fils:
- Jean II ;
- Frédéric II ;
- Georges Ier.

## Article lié
- Duché de Silésie

## Sources
- (en) Cet article est partiellement ou en totalité issu de l’article de Wikipédia en anglais intitulé « Frederick I of Liegnitz » (voir la liste des auteurs), édition du 2 juillet 2014.
- (en) & (de) Peter Truhart, Regents of Nations, K. G Saur Münich, 1984-1988 (ISBN 359810491X), Art. « Liegnitz (Pol. Legnica) + Goldberg », p.  2451-2452.
- (de) Europäische Stammtafeln Vittorio Klostermann, Gmbh, Francfort-sur-le-Main, 2004  (ISBN 3465032926),  Die Herzoge von Schlesien, in Liegnitz 1352-1596, und in Brieg 1532-1586 des Stammes der Piasten  Volume III Tafel 10.